# NGC 3047A
NGC 3047A (другие обозначения — UGC 5323, MCG 0-25-32, ZWG 7.59, PGC 28572) — эллиптическая галактика (E) в созвездии Секстант.
Этот объект не входит в число перечисленных в оригинальной редакции «Нового общего каталога» и был добавлен позднее.